# La Chaussade
La Chaussade is een gemeente in het Franse departement Creuse (regio Nouvelle-Aquitaine) en telt 116 inwoners (2009). De plaats maakt deel uit van het arrondissement Aubusson.

## Geografie
De oppervlakte van La Chaussade bedraagt 7,0 km², de bevolkingsdichtheid is dus 16,6 inwoners per km².

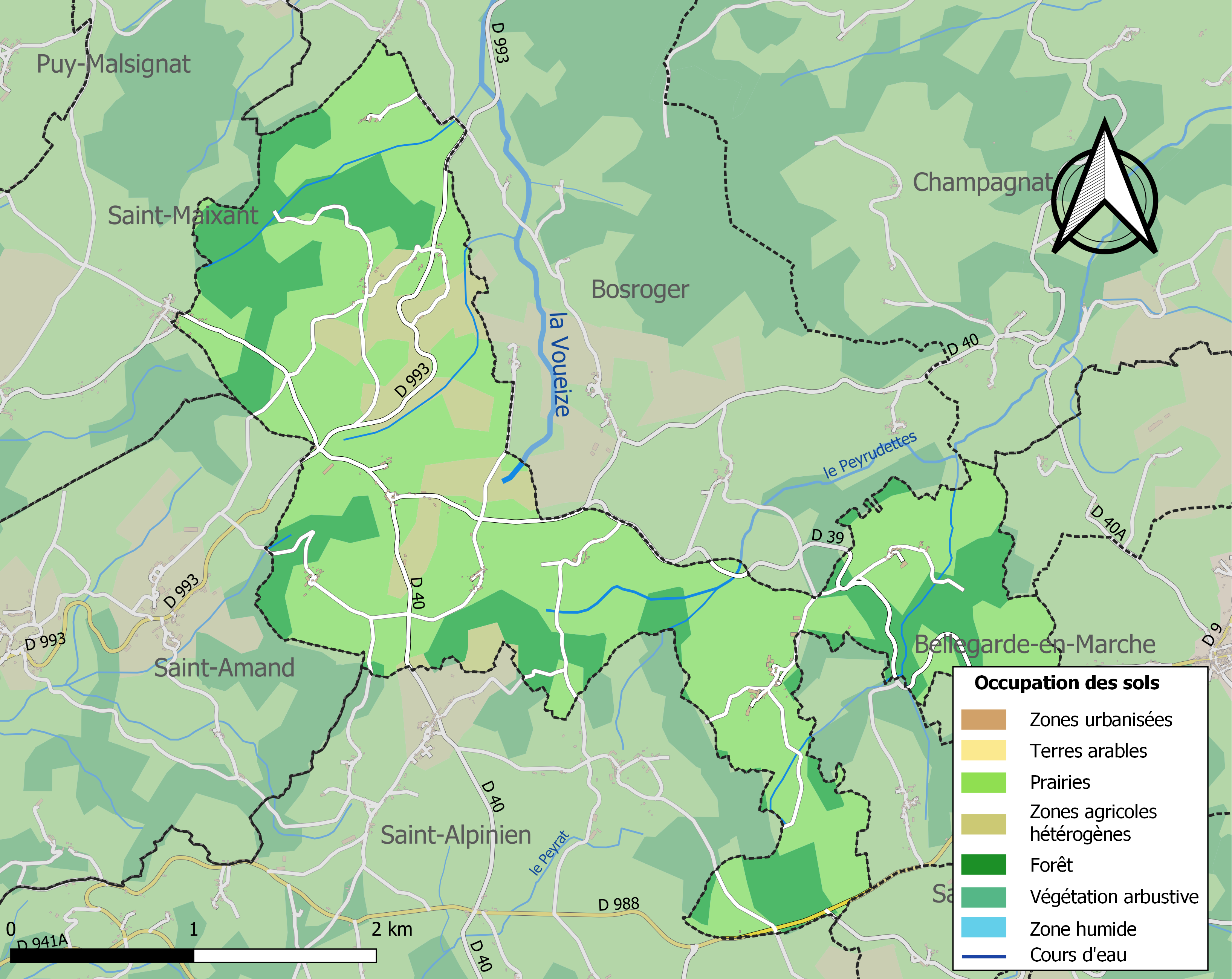
Kaart van de gemeente met de belangrijkste infrastructuur, bodemgebruik en omliggende gemeenten

## Demografie
Onderstaande figuur toont het verloop van het inwonertal (bron: INSEE-tellingen).